# 阮吉
阮吉（1463年—？年），字惟一，河南卫辉府汲縣（今河南衛輝市）人，軍籍。明朝政治人物、書法家，弘治己未進士。

## 生平
弘治八年（1495年）乙卯科河南鄉試第三十名舉人，弘治十二年（1499年）己未科進士。十四年四月授陕西道试监察御史，十月實授，正德初巡按陕西，回京後都御史屠滽弹劾其无所旌举罢黜，为失职，四年（1509年）四月与御史赵时中同被下锦衣卫狱，奪俸三月，贬任直隸成安縣知縣，丁忧归。服阕，八年二月起升陕西按察司佥事，十一年九月升本司副使，歷官至參政。
工書法，行书、楷书皆臻其妙。

## 家族
曾祖阮衡；祖阮壽；父阮㫤，教谕。母张氏。具庆下。弟阮相。